# 胡孟青
胡孟青（1966年6月16日—），香港股評家，有「股壇小辣椒」之稱，曾是中銀集團保險投資部主管（1999年離職），2000年出任高信集團副總經理和高信證券交易董事，2004年底再轉任匯豐金融副總裁，並於2006年正式轉為全職股評人。

## 背景
胡孟青早年於九龍何文田邨成長，有二弟一妹，曾就讀天神嘉諾撒學校（1978年小六）以及嘉諾撒聖瑪利書院（1985年中七）。而入讀女校的原因出於母親看目鄰居的女兒考入男女子學校與他人拍拖，為了避免自己的女兒亦會如此，所以帶同胡報考過六所小學。最終安排胡孟青入讀女校天神嘉諾撒學校與其一條龍學校嘉諾撒聖瑪利書院。她曾立志當娛樂記者，中學時為是校內中文學會成員，曾協助舉辦讀書會。後來在1983年香港中學會考中世界歷史科中取得A級成績。但中七預科畢業後因未能考入香港大學經濟系而經叔父介紹下在廣東省銀行工作兩年，主要處理出入口款項事宜。
胡孟青於1990年前往英國李斯特大學修讀經濟學學士，並於1992年畢業。就讀大學期間在餐館工作。同年加入中銀集團保險投資部，1999年離職前是投資部主管 ，亦獲得香港城市大學金融學理學（財務）碩士學位。離職後有證券行邀請她為公司籌備上市事宜。她其後於2000年任職高信集團副總經理和高信證券交易董事。2004年底轉職匯豐金融，出任副總裁。胡在2006年轉為全職股評人，亮相有線電視。以辛辣言辭批評股壇百態，因而有「股壇小辣椒」及「青姐」之稱。
2011年8月有線財經改革，馬評人珊翠絲接手胡孟青的財經節目主持工作，及後，胡孟青在報章專欄談及主持工作被削減的個人感受。2017年12月，耀才證券入稟高等法院，指控胡孟青誹謗及要求她賠償。結果她於2018年9月在兩份報章刊登佔半頁的道歉聲明。胡於二十二歲認識與她讀同一所英國大學的丈夫，丈夫從事資訊科技業。她在三十六歲結婚，現育有一子。目前於新城財經台擔任節目主持。也是香港財經資訊顧問有限公司董事和亞洲電視娛樂CIA主持。

## 股評風格
胡孟青曾在香港有線電視主持節目《Money Cafe》，現擔任《交易所直播室》客席主持人，她經常於節目中直斥觀眾買股前沒有做好功課，經典金句包括「你玩股，股玩你！」、「風大起上黎，垃圾都吹得起」、「無人會同情執意火中取栗嘅清兵」等。胡的誇張風格令她擁有一班支持者，但其出位言論亦常惹來觀眾不滿，尤以在發生雷曼兄弟事件之後為甚。例如在2010年12月，時任證監會行政總裁韋奕禮突然宣布提早離任，胡孟青在同日的《交易所直播室》談及事件時，表示韋奕禮因為怕了那些「紙紮公仔」每日在證監會辦公室地下鈴鈴喳喳而離任，更表示「傳聞說」有雷曼苦主到證監會示威背後可收取每日200港元的酬勞。此番言論引起雷曼苦主不滿，有30名苦主在第2日下午趁她主持同一節目時，衝到有線新聞位於中環的直播室抗議，並要求她即時在電視直播公開道歉，最後要在警方協助下才得以平息。及後,她亦在一個投資研討會上被臺下觀眾喝倒釆及指罵。
胡孟青在率直以外亦有感性的一面，2009年3月9日，眼見滙豐股價急挫至33元，胡在《交易所直播室》節目一度落淚。

## 參與節目
主持
- 2012年：娛樂CIA（亞洲電視）

嘉賓
- 2020年：你想減壓（無綫電視）

## 著作/財經專欄
- 「青姐話」投資專欄 ，《《iMoney 智富雜誌》》
- 《頭條日報》投資專欄
- 《am730》胡孟青 談財經

## 廣告
- 2023年：HKTVmall
- 2011年：Estee Lauder
- 2013-2014年：大家樂
- 2016年：法興證券

## 外部連結
- 胡孟青的Facebook專頁
- 節目主持